# مردی از لارامی
«مردی از لارامی» (انگلیسی: The Man from Laramie) فیلمی در ژانر وسترن به کارگردانی آنتونی مان است که در سال ۱۹۵۵ منتشر شد.

## بازیگران
- جیمز استوارت
- آرتور کندی
- دانالد کریسپ
- کتی اودانل
- آلین مک‌ماهون
- والاس فورد
- جک ایلام